# 1984. Primera grabación
1984. Primera grabación es el título de un EP del grupo de hardcore punk de Madrid TDeK, editado en 2005 por la discográfica independiente Radikal 1977 Records. La tirada fue limitada a 500 copias en vinilo rojo de 7".
EL EP corresponde a la primera grabación que realizaron TDeK en 1984, antes de que se uniese al grupo Manolo Uvi. Las canciones se grabaron en el estudio de Félix Arribas (de Pekenikes). En la sesión se grabaron un total de diez temas, pero en el EP solo se incluyeron nueve de ellos. «Miénteme», el tema número 7 de las cintas originales, desapareció del EP.
De los nueve temas restantes, seis aparecieron en Carnevisión en versiones nuevas: «Interrogatorio», «Te quiero», «Bronca en Callao», «R.I.P»., «Nadie en concreto» y «Creo que voy a potar». Los tres restantes«Jhon Wine hera naci» (sic), «Religión» y «Pentotal» permanecieron inéditos hasta la publicación del EP.

## Lista de canciones

### Cara A
1. «Te quiero»
(TDeK)
2. «Bronca en Callao»
(TDeK)
3. «R.I.P».
(TDeK)
4. «Pentotal»
(TDeK)

### Cara B
1. «Jhon Wine hera naci» (sic)
(MDC)
2. «Interrogatorio»
(TDeK)
3. «Creo que voy a potar»
(TDeK)
4. «Nadie en concreto»
(TDeK)
5. «Religión»
(TDeK)

## Personal
- Alfonso Cronopio - Voz
- J. Siemens - Guitarra
- Magüu - Batería